# Зоран Ризнић
Зоран Ризнић (Шабац, 1. јула 1967) бивши је југословенски фудбалер.

## Каријера
Зоран Ризнић рођен је у Шапцу, 1. јула 1967, где је на почетку каријере наступао за тамошњу Мачву. Као играч тог клуба, Ризнић је био најбољи стрелац источне групе Друге савезне лиге Југославије, такмичарску 1987/88, са 17 постигнутих погодака. Касније је прешао у београдски Рад, док је 1995. године потписао за Црвену звезду. Ризнић је био део састава тог клуба, који је, под вођством тренера Љупка Петровића, освојио дуплу круну у сезони 1994/95. Касније је отишао у Грчку, где је наступао неколико година, а последњи професионални ангажман имао је у екипи Ларисе, чији је члан био до 2000. године. Каријеру је окончао играјући нижелигашки фудбал у Мачванском округу.

## Приватно
Фудбалски стручњаци, међу којима је и тренер Љупко Петровић, тврдили су да је Ризнић био играч великог потенцијала, али да га је алкохолизам спречио да оствари значајнију каријеру. Ризнић је током играчких дана био познат као склон пићу, због чега су навијачи Црвене звезде током Вечитог дербија истакли транспарент садржине Ризна, живели!. По окончању каријере вратио се у родни Шабац. Ожењен је и има троје деце, а његов син, Бранко, такође се професионално фудбалом.

## Трофеји
Црвена звезда
- Прва лига СР Југославије: 1994/95.[6]
- Куп СР Југославије: 1994/95.[7]